# The 1980 Floor Show

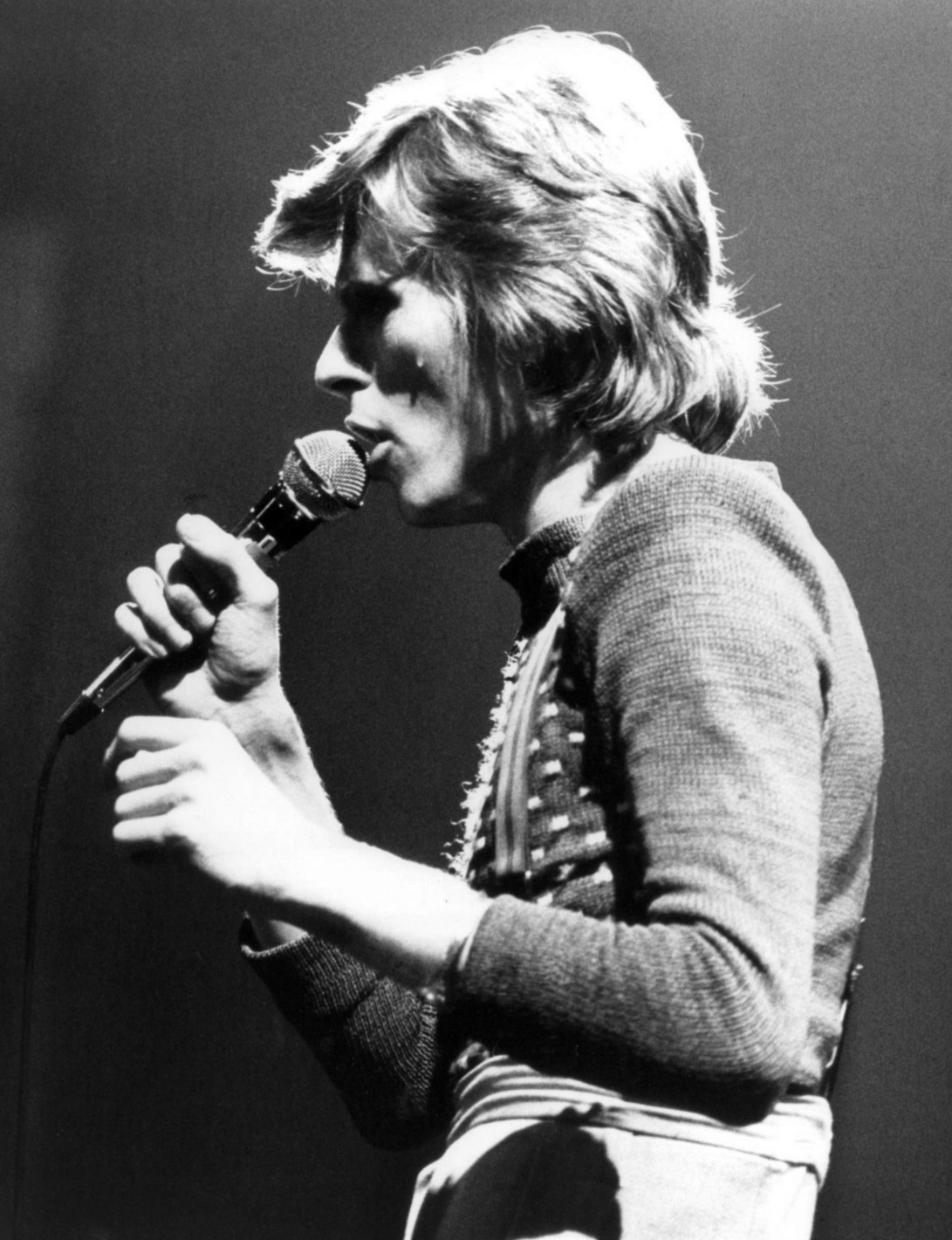
Дэвид Боуи в 1974 году

The 1980 Floor Show — музыкальный спектакль с участием британского рок-музыканта Дэвида Боуи в качестве главного действующего лица, проходивший в лондонском клубе Marquee Club 18-20 октября 1973 года. Постановка транслировалась на телеканале NBC 16 ноября 1973 года в рамках передачи The Midnight Special и представляла собой последнее появление Боуи в качестве персонажа Зигги Стардаста.

## Содержание

Кадр спектакля с участием Марианны Фейтфулл и Дэвида Боуи

В программу спектакля вошли песни из альбомов Aladdin Sane и Pin Ups, а также попурри «1984» с еще не изданной песней «Dodo». Название шоу было игрой слов, отсылая к песне «1984» и «выступлениям на полу», отражая переходный момент между гламурной научной фантастикой прошлогоднего альбома Боуи The Rise and Fall of Ziggy Stardust and the Spiders from Mars и мрачной антиутопий его свежей пластинки, Diamond Dogs, выпущенной шесть месяцев спустя. Аудитория спектакля состояла из двухсот членов фан-клуба музыканта.

## Визуальные элементы
Визуальные элементы шоу отсылали к персонажу Зигги Стардаста, от которого музыкант полностью отстранился после знаменитого концерта 3 июля 1973 года. Труппа танцоров была одета в вязаные костюмы, похожие на паутину, а Боуи менял наряды, разработанные Фредди Буретти, Кансайем Ямамото и Наташей Корнилофф, среди ни были, боди в сеточку с огненным мотивом, а также ажурный гимнастический купальник с золотым узором из ламе на руках. Закрытый купальник с вырезом в виде «замочной скважины» был навеян постановкой «La Coeur a Gaz» художника и поэта Тристана Тцара. За хореографию отвечал Мэтта Мэттокс, в частности танцоры демонстрировали своими телами слова «1980», «Floor» и «Show».

## Неофициальные релизы
Кустарная запись The 1980 Floor Show под названием Dollars in Drag — The 1980 Floor Show была выпущена лейблом The Amazing Kornyphone Record в 1974 году (ASIN: B00RC7WEEO). Впоследствии также был издан многодисковый DVD, на котором были показаны некоторые костюмы Боуи и его гостей, а также отрывки репетиций.

## В ролях
Основные
- Дэвид Боуи — вокал, гитара, бубен, губная гармошка
- Мик Ронсон — электрогитара, бэк-вокал
- Тревор Болдер — электрический бас
- Эйнсли Данбар — ударные
- Майк Гарсон — клавишные
- Марк Карр-Притчард (он же Марк Притчетт) — гитара
- The Astronettes (Ава Черри[англ.][6], Джейсон Гесс, Джеффри Маккормак) — бэк-вокалисты

Гостевые
- Марианна Фейтфулл
- The Troggs
- Аманда Лир
- Carmen

## Репертуар
Слова и музыка написаны Дэвидом Боуи, за исключением отмеченных.
- «1984 / Dodo»
- «Sorrow» (Фельдман / Гольдштейн / Готтерер) — кавер-версия группы The McCoys[англ.]
- «Bulerias» (Дэвид Аллен) — исполнена группой Carmen, испанская группа чьим продюсером был Тони Висконти[7]
- «Everything’s Alright» (Крауч / Конрад / Стейвли / Джеймс / Карлсон) — кавер-версия группы The Mojos[англ.]
- «Space Oddity»
- «I Can’t Explain» (Pete Townshend) — кавер-версия группы The Who
- «As Tears Go By» (Мик Джаггер / Кит Ричардс / Эндрю Луг Олдем) — кавер-версия The Rolling Stones, в исполнении Марианны Фейтфулл
- «Time»
- «Wild Thing» (Chip Taylor) — исполнена группой The Troggs
- «The Jean Genie»
- «Rock ’n’ Roll Suicide» [В эфир не попала]
- «20th Century Blues» (Ноэл Кауард) — кавер-версия Ноэля Кауарда, в исполнении Марианны Фейтфулл
- «Can Not Control Myself» (Редж Пресли) — исполнена группой The Troggs
- «Strange Movies» (Редж Пресли) — исполнена группой The Troggs
- «I Got You Babe» (Сонни Боно) — кавер-версия Сонни и Шер, в исполнении Дэвида Боуи и Марианны Фейтфулл

## Съёмочная группа
- Стэн Харрис — режиссёр и продюсер
- Рокко Урбиски[англ.] — креативный консультант
- Жак Андре — помощник продюсера
- Мэтт Мэттокс[англ.] — хореограф
- Фредди Бурретти — художник по костюмам
- Кансай Ямамото — художник по костюмам
- Наташа Корнилова — художник по костюмам
- Барбара Дейли — визажист
- Билли Кид — парикмахер
- Джордж Андервуд — графический дизайнер
- Кен Скотт и Ground Control (Робин Мэйхью) — сведение